# Kovács Norbert (labdarúgó, 1977)
Kovács Norbert (Dunaújváros, 1977. április 13. –) magyar labdarúgó. NB I-es pályafutását Budapesten, a III. Kerületi TUE csapatában kezdte, és kétszer is kiesett együttesével az NB II-be. Első alkalommal azonnal vissza is kerültek, ám másodszor már nem sikerült, ezért átigazolt a jobb remény érdekében Csepelre, de itt sem sikerült a feljutás, mint ahogy egy évvel később, a BKV Előre SC-vel sem. De jött a fordulat, és a békéscsabai együttes leigazolta, és felfelé ívelt a karrierje, mert előbb a Budapest Honvéd vitte, majd onnan külföldre igazolt. Jelenleg is külföldön játszik.